# J0313-1806
J0313-1806 — квазар, открытый в январе 2021 года и являвшийся на тот момент самым удалённым из известных квазаров. Его красное смещение составляет 7,642, что превышает аналогичный показатель 7,54 предыдущего наиболее удалённого квазара J1342+0928.

## Предыстория
Далекие квазары являются уникальными объектами для изучения образования ранних сверхмассивных черных дыр и истории реионизации Вселенной. Несмотря на серьёзные усилия, до 2021 года были обнаружены только два квазара с красным смещением z ≥ 7,5. Главными трудностями при поиске квазаров являются их низкая пространственная плотность и большое количество маскирующих факторов, значительно затрудняющих отбор объектов-кандидатов.

## Характеристика объекта
Болометрическая светимость объекта составляет 3,6⋅1013 светимостей Солнца. Масса сверхмассивной чёрной дыры в центре квазара оценивается как (1,6 ± 0,4)⋅109 солнечных масс. Существование такой массивной чёрной дыры всего через 670 миллионов лет после Большого взрыва (эпоха реионизации) ставит под сомнение современные теоретические модели роста сверхмассивных чёрных дыр.
В спектре квазара обнаруживаются сильные широкие линии поглощения C IV и Si IV с максимальной скоростью, близкой к 20% скорости света. Релятивистские особенности широких линий поглощения в сочетании с сильно смещенной в синюю сторону линией C IV указывают на то, что в этой системе существует сильный отток, управляемый активным галактическим ядром. Наблюдения радиоинтерферометра ALMA обнаруживают пылевой континуум и излучение [C II] от родительской галактики квазара, давая точное красное смещение 7,6423 ± 0,0013. Предполагается, что квазар находится в галактике с интенсивным звездообразованием со скоростью звездообразования около 200 масс Солнца в год и массой пыли ~ 7⋅107 солнечных масс. Дальнейшие наблюдения этого квазара эпохи реионизации дадут важную информацию о влияния активных галактических ядер  на рост самых ранних массивных галактик.

## Трудности теории
Согласно современным теоретическим представлениям существует два пути образования сверхмассивных чёрных дыр — коллапс массивных звёзд в чёрную дыру с последующим увеличением массы чёрной дыры за счёт поглощение окружающего вещества и коллапс тесных звёздных скоплений. Однако оба процесса занимают слишком много времени, чтобы через 670 млн лет после Большого взрыва образовалась чёрная дыра такой массы, как J0313-180. По мнению профессора Сяохуй Фань (Xiaohui Fan) из Аризонского университета, не следует исключать возможности возникновения черной дыры в результате непосредственного коллапса первичного газообразного водорода.

## Внешние ссылки
- Alec Fox (19 января 2021), This 13-Billion-Year-Old Supermassive Black Hole Is the Oldest Ever Found, Smithsonian